# Galindo Garcés
Galindo Garcés war ein Graf in der spanischen Mark im frühen 9. Jahrhundert. 
Die Herkunft des Grafen Galindo Garcés bleibt obskur. Er ist einzig aus einer Urkunde bekannt, die eine Schenkung von ihm (Galindo comes, filius Garsiani) und seiner Frau (Guldreguth) an die Abtei San Pedro de Siresa dokumentiert. Datiert wurde diese Urkunde auf einen 25. November in der Herrscherzeit Kaiser Ludwigs des Frommen (814–840). Ob er schon mit dem aus einer früheren Urkunde (808–821) bekannten Domnus Galindo, gratia Dei commes gleichzusetzen ist, kann nicht zweifelsfrei geklärt werden.
Die in beiden Urkunden erstmals überhaupt erwähnte Abtei San Pedro de Siresa liegt im Valle de Hecho und gehörte zum Amtsbereich der Grafen von Aragón. Ob Galindo Garcés aber selbst als Graf in Aragón amtierte geht aus ihr nicht hervor und bleibt daher fraglich, zumal er nicht in der genealogischen Zusammenfassung zur Grafendynastie von Aragón im Codex de Roda erwähnt wird. Von Antonio Ubieto Arteta ist seine Urkunde in den Zeitraum zwischen 828 und 833 verortet wurden, was in etwa den Amtszeiten der Grafen Aznar I. Galíndez und dessen Schwiegersohns García Galíndez „des Bösen“ entspricht. Aufgrund dieser chronologischen Nähe kann Galindo Garcés kaum ein Sohn des García Galíndez gewesen sein. Und auch eine mögliche gemeinsame Identität mit Galindo I. Aznárez († nach 867) – sofern man das angegebene Patronym als Irrtum annimmt – bleibt spekulativ, da dieser zu dem vermuteten Zeitraum wohl noch zu jung für eigenmächtige Handlungen gewesen war.

## Weblink
- CONDES de ARAGÓN 809-1035 bei fmg.ac.

| Personendaten    | Personendaten               |
| ---------------- | --------------------------- |
| NAME             | Galindo Garcés              |
| KURZBESCHREIBUNG | Graf in der spanischen Mark |
| GEBURTSDATUM     | 8. Jahrhundert              |
| STERBEDATUM      | 9. Jahrhundert              |